# Czóbel park
A Czóbel park Szentendre északi részén található. Nevét Czóbel Béla festőművészről kapta, akinek élete végén almáskertje volt a mai park helyén.

## Leírása
A park kis területű, néhány fával a területén. Szabadon látogatható. Déli részén a névadó 1977-ben készült szobra látható, Varga Imre alkotása.

## Látnivalók
- Kerényi Jenő Emlékmúzeum
- a múzeum körül Kerényi Jenő szobrai láthatóak[3][4]
- Czóbel Béla Szobra (1977, alkotója Varga Imre)
- Függő baba szobra (1995, a szoborparkba 2016-ban került, alkotója Deim Pál)
- Felszabadulási emlékmű (1975, alkotója Csíkszentmihályi Róbert)
- Japánkert
- a park közelében van az egykori Szentendrei Művésztelep